# Tarigaun
Tarigaun (nep. टरिगाँउ) – gaun wikas samiti w zachodniej części Nepalu w strefie Rapti w dystrykcie Dang Deokhuri. Według nepalskiego spisu powszechnego z 2001 roku liczył on 1676 gospodarstw domowych i 10123 mieszkańców (5033 kobiet i 5090 mężczyzn).